# Östra Kapprovinsen
För andra betydelser, se Östprovinsen (olika betydelser)
Östra Kapprovinsen (xhosa: Mpuma-Koloni; afrikaans: Oos-Kaap; engelska: Eastern Cape) är en provins i södra Sydafrika, vid Indiska oceanen. Befolkningen uppgick till cirka 6,5 miljoner invånare år 2007. Den största staden är Gqeberha (tidigare Port Elizabeth). Provinsens administrativa huvudort är Bhisho, tidigare huvudstad i Ciskei.

## Historia
Området var tidigt bebott av khoisan-folket.
Vid bantuexpansionen bosatte sig xhosa-folket.
På 1700-talet expanderade Kapkolonin och gjorde 1778 Great Fish River till sin ostgräns. Boerna kom i konflikt med xhosafolket och mellan 1779 och 1818 utkämpades de fem första så Xhosakrigen..
England erövrade Kapkolonin och 1820 bosatte sig engelsmän väster om Great Fish River.
Mellan 1835 och 1878 utkämpades de sista fyra Xhosakrigen. Kapkolonins expansion fortsatte mot Keifloden och vidare.  År 1894 hade Kapkolonin nått Mtamvutafloden, provinsens nuvarande ostgräns.
Under Apartheidtiden bröts bantustanen Ciskei och Transkei, väster och öster om Keifloden ut ur Kapprovinsen.
Östra Kapprovinsen bildades av Kapprovinsens östra delar, Ciskei och Transkei år 1994.

## Geografi

### Natur
Östra Kapprovinsen präglas av en mångfald i naturen, från de öde, torra högslätterna och buskstäpperna i det inre (Karroo) vid randbergen, till de gröna skogsområdena i söder, Transkei Wild Coast och Keiskamma Valley. Den fruktbara Langkloof är berömd för sina rika äppelskördar. Provinsens högsta punkt är KwaDuma på gränsen till Lesotho, 3 019 meter över havet.

### Klimat
Det är "semesterklimat" året runt i Östra Kapprovinsen med varma somrar (februari) och milda vintrar (juli). Regionen har flest soltimmar i hela Sydafrika med fler än 300 soliga dagar om året. Det faller i genomsnitt 476 millimeter regn om året varav det minsta i juli och det mesta i mars. Medeltemperaturen mitt på dagen är i juli 19,6°C och i februari  26,5°C. Kallast är det på natten i juli då temperaturen kan sjunka till i medeltal 6,4°C.

## Styre och administrativ indelning
Östra Kapprovinsen delas in i sex distrikt (District Municipalities) samt ett storstadsdistrikt. Dessa är vidare indelade i 38 kommuner (sing. Local municipality), en storstadskommun (Metropolitan municipality) samt två så kallade District management areas.

### Distrikten och deras kommuner
- Alfred Nzo
  - Matatiele, Umzimvubu
- Amatole
  - Amahlathi, Buffalo City, Great Kei, Mbhashe, Mnquma, Ngqushwa, Nkonkobe, Nxuba
- Cacadu
  - Baviaans, Blue Crane Route, Camdeboo, Ikwezi, Kouga, Kou-Kamma, Makana, Ndlambe, Sunday's River Valley, Cacadu (District Management Area)
- Chris Hani
  - Emalahleni, Engcobo, Inkwanca, Intsika Yethu, Inxuba Yethemba, Lukanji, Sakhisizwe, Tsolwana, Chris Hani (District Management Area)
- Nelson Mandela Bay Metro
  - Nelson Mandela Bay
- O.R. Tambo
  - King Sabata Dalindyebo, Mbizana, Mhlontlo, Ntabankulu, Nyandeni, Port St. Johns, Qaukeni
- Ukhahlamba
  - Elundini, Gariep, Maletswai, Senqu

## Ekonomi
Jordbruket är provinsens viktigaste näringsgren. Inlandet används till bete för får och getter, med produktion av bland annat angoraull; vid kusten är frukt- och grönsaksodling viktigt. Viss industri, bland annat tillverkning av förbrukningsvaror och förädling av jordbruksprodukter. I de nederbördsrika områdena i Transkei och Keiskammahoek finns omfattande exotiskt skogsbruk, vilket sysselsätter ett stort antal människor. Annars har sysselsättningssituationen i provinsen varit bland de värsta i Sydafrika. Arbetskraft som lämnar provinsen för att hitta arbete på annan ort är ett problem. Provinsen har stora utvecklingsmöjligheter, bland annat inom turism.

## Befolkning
86 % av befolkningen är svarta, merparten xhosatalande, 7 % färgade, 5 % vita och 0,3 % asiater. 37 % bor i städer. Befolkningsfördelningen är mycket ojämn, och stora arealer i det inre är närmast folktomma. De viktigaste större städerna är Gqeberha, East London och Mthatha.